# القبلي (تعز)
القبلي هي إحدى قرى الجمهورية اليمنية. وهي تتبع جغرافيًا لمحافظة تعز. وإداريًا لمديرية الشمايتين. يبلغ تعداد سكانها 5279 نسمة حسب الإحصاء الذي جرى عام 2004.